# Kay Aldridge
Pour les articles homonymes, voir Aldridge.
Katharine Gratten Aldridge (née le 9 juillet 1917 – morte le 12 janvier 1995) est une actrice et mannequin américaine, surtout connue pour ses rôles de demoiselle en détresse au cinéma noir et blanc des années 1940.

## Biographie
Kay Albridge naît le 9 juillet 1917 à Tallahassee. Son père est arpenteur et sa mère est une artiste et écrivaine. Son père meurt alors qu'elle est âgée de deux ans. Sa famille déménage à Lyells (Virginie) (en), où elle est ses quatre frères et sœurs sont élevés avec l'aide de leurs grands-parents, professeurs d'école.
Après sa première année à une école secondaire de Westminster (Maryland), elle intègre le St. Mary's Female Seminary (désormais le St. Mary's College of Maryland (en)) de St. Mary's City (Maryland) (en). Elle participe à des pièces de théâtre, joue au basketball et est membre de Delta Phi Epsilon (en).
À la fin de ses études secondaires en 1934, Aldridge déniche un travail à la John Powers modeling agency de New York. Elle fait la couverture de certains magazines tels Life, Ladies' Home Journal, Redbook et Look. Elle est particulièrement appréciée par l'artiste contemporaine Anne Taintor (en), qui utilise ses images publicitaires comme base de plusieurs de ses œuvres. En 1937, Aldridge est considérée comme l'une des dix filles les plus photographiées au monde et est choisie pour apparaître dans le film Vogues 1938.
En 1939, elle signe un contrat avec la 20th Century Fox et tient plusieurs petits rôles au cours des années suivantes, crédités sous le nom de Katherine Aldridge. Elle tourne ainsi dans des œuvres telles Shooting High (en) (1940), Sailor's Lady (1940), Sous le ciel d'Argentine (1940) et Dead Men Tell (en) (1941).
Après la fin de son contrat avec la 20th Century Fox en 1941, elle est approchée par Republic Pictures pour jouer dans une série de films à venir. Bien qu'elle considère cela moins valorisant que son emploi précédent, elle accepte l'offre. Elle joue alors dans les films Perils of Nyoka (en) (1942), Daredevils of the West (en) (1943) et Haunted Harbor (en) (1944). Elle prend sa retraite en 1945.
Aldridge s'est mariée trois fois : d'abord avec Arthur Cameron (1945-1954), puis avec Richard Derby Tucker (1956-1979) et avec Harry Nasland (jusqu'en 1988),. Elle a vécu ses dernières années à Camden (Maine).
Aldridge meurt d'une crise cardiaque le 12 janvier 1995 à Rockport (Maine).

## Filmographie
- 1937 : Vogues 1938, Katherine (non-crédité)
- 1937 : Rosalie: Lady in Waiting (non-crédité)
- 1939 : Hotel for Women: Melinda Craig
- 1939 : Here I Am a Stranger, Lillian Bennett
- 1940 : Free, Blonde and 21 (en): Adelaide Sinclair
- 1940 : Shooting High (en), Evelyn Trent
- 1940 : Girl in 313 (en), Sarah Sorrell
- 1940 : Poings de fer, cœur d'or (Sailor's Lady) d'Allan Dwan : Georgine
- 1940 : Girl from Avenue A (en), Lucy
- 1940 : Yesterday's Heroes, Janice Mason
- 1940 : Sous le ciel d'Argentine, Helen Carson
- 1941 : Golden Hoofs, Cornelia Hunt
- 1941 : Nuits joyeuses à Honolulu (Navy Blues) de Lloyd Bacon, (non-crédité)
- 1941 : Dead Men Tell (en), Laura Thursday
- 1941 : Navy Blues, Navy Blues Sextette Member
- 1941 : The Playgirls (court métrage), Sextette Member (non-crédité)
- 1941 : You're in the Army Now (film, 1941), Navy Blues Sextette Member
- 1941 : Louisiana Purchase, Louisiana Belle
- 1942 : Perils of Nyoka (en): Nyoka Gordon
- 1942 : The Falcon's Brother (en): Victory Gown Model (non-crédité)
- 1943 : Something to Shout About, fille de scène (non-crédité)
- 1943 : Daredevils of the West (en): June Foster
- 1943 : DuBarry Was a Lady, Mrs. McGowan (non-crédité)
- 1944 : Haunted Harbor (en) de Spencer Gordon Bennet et Wallace Grissell, Patricia Harding
- 1945 : The Man Who Walked Alone: Wilhelmina Hammond
- 1945 : The Phantom of 42nd Street (en), Claudia Moore[6]